# Lachemilla jaramilloi
Lachemilla jaramilloi är en rosväxtart som beskrevs av Romol. och D.F.Morales-b.. Lachemilla jaramilloi ingår i släktet Lachemilla och familjen rosväxter. Inga underarter finns listade i Catalogue of Life.